# 1994년 벤쿠버 국제 영화제
제13회 벤쿠버 국제 영화제의 시상식에 관한 내용이다.

## 수상 및 후보

### 캐나다영화인기상
- Tokyo Cowboy - Kathy Garneau 수상

### 용호상
- 이 창문은 너의 것 - 후루마야 토모유키 수상

### 국제영화인기상
- 세가지 색 제3편 - 레드/박애 - 크지슈토프 키에슬로프스키 수상

### 페더럴익스프레스상
- 루이의 리얼리티쇼 - 미쉘 폴렛티 수상

### 로저상
- 루이의 리얼리티쇼 - 미쉘 폴렛티 수상